# Europese weg 404
De Europese weg 404 of E404 is een Europees wegnummer dat werd toegewezen aan een weg die van Jabbeke in België naar Zeebrugge in België zou lopen.

## Algemeen
De Europese weg 404 is een Klasse B-verbindingsweg waarvan de route door de UNECE als volgt werd vastgelegd: Jabbeke - Zeebrugge. Het project waar dit nummer voor gereserveerd was, namelijk de A17/E404 Jabbeke - Zeebrugge, werd in 1977 geschrapt. De snelweg moest te veel groen doorkruisen. De weg werd, voor 1977, wel al op het gewestplan ingetekend. De kans is echter onbestaande dat deze snelweg ooit wordt uitgevoerd. De spookbruggen in Varsenare die in dat plan van de A17 opgenomen zijn, werden in eind 2011-begin 2012 afgebroken door de Vlaamse overheid.
Recent werd het nummer geallieerd aan de nieuwe AX-autosnelweg tussen Zeebrugge en Westkapelle. Naar het nummer E404 wordt verwezen in de gemeenteraadsverslagen van Knokke-Heist.